# Meddy Gerville
Pour les articles homonymes, voir Gerville (homonymie).

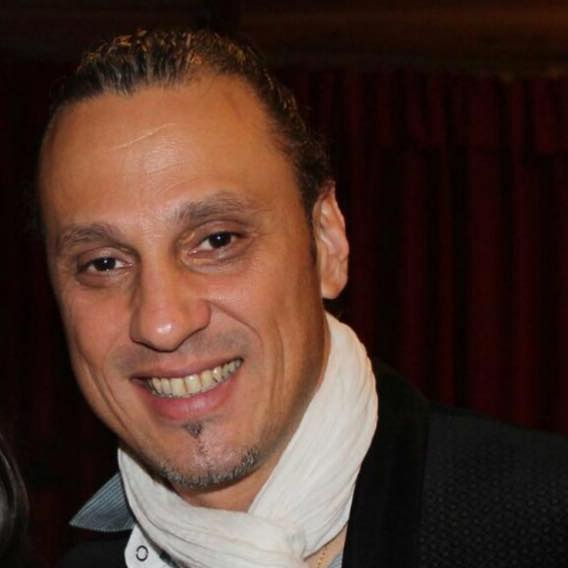

Né à Saint-Pierre en 1974, Meddy Gerville est un pianiste de jazz et de maloya français.

## Parcours
Après avoir joué avec les formations les plus populaires de l'île, de Baster à Ti Fock, il sort un premier album en trio avec le batteur Max Dalleau et le bassiste David Félix  en 1997. Baptisé Réunion Island, il voit la participation d'invités prestigieux, parmi lesquels Louis Winsberg, Nicolas Folmer et Philippe Sellam.
En décembre 2000, il est lauréat du concours Pian'Austral, qui désigne le meilleur pianiste de la zone océan Indien. Dans la foulée, il sort son deuxième album, Jazz'Oya. Accompagné du même batteur et de Lalah Rakotorahalahy à la basse, il y expérimente le mélange du jazz et du maloya, une musique traditionnelle de La Réunion.
En 2004, David Félix revenu au sein du groupe, il convainc le percussionniste Nicolas Moucazambo de rejoindre sa formation et sort un troisième album baptisé Sobat' ek lamour. Quelques mois plus tard, il invite sur l'île Horacio Hernandez, Dominique Di Piazza et Jean-Marie Ecay et joue avec ces pointures du jazz fin 2005. Un nouvel album intitulé Ti pa ti pa nalé sort peu après, en mars 2006. Danyèl Waro y prend part.
Vedette du Sakifo en août 2006, il participe en fin d'année à un autre festival local qui voit la participation de Johnny Griffin et Billy Cobham, avec qui il partage l'affiche.

## Profil
Meddy Gerville a eu l'occasion de se décrire comme très studieux dans les médias. De fait, il assume tout le travail de production et de distribution nécessaire à la sortie de ses albums par lui-même, ce qui lui prend énormément de temps. Dans une interview du magazine 2512 parue en août 2006, il déclare à ce sujet : « Je suis sur la bonne voie, mais il manque quand même tout ce que je ne peux pas faire par manque de temps. » Et il ajoute : « À chaque fois que j'ai bossé, ça m'a porté à des niveaux inconnus jusqu'alors. »

## Discographie
- Réunion Island, 1997.
- Jazz'Oya, 2000.
- Sobat' ek lamour, 2004.
- Jazz Amwin, 2006.
- Ti pa ti pa nalé, 2006.
- Fo kronm la vi, 2008.
- 7e Ciel, 2011.
- Tropical Rain, 2017.